# Arturs Neikšāns

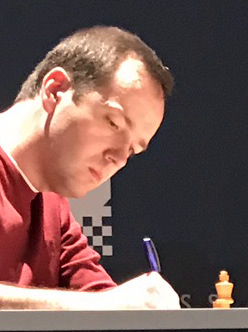
Arturs Neikšāns, Karlsruhe 2019

Arturs Neikšāns (Valka, 16 maart 1983) is een Letse schaker met een FIDE-rating van 2458 in 2006 en rating 2631 in 2016. Hij is, sinds 2012, een grootmeester (GM) en FIDE Trainer. 
Hij won drie keer het kampioenschap van Letland:  in 1999, 2011 and 2015. Ook in mei 2005 speelde hij mee in het toernooi om het kampioenschap van Letland en eindigde met 7.5 uit 12 op de derde plaats. 
Arturs Neikšāns was twee keer kampioen van een stad: Valka in 1998 en Jelgava in 1999. In 2001 won hij in Tallinn het Baltische Zee  kampioenschap voor junioren en in 2002 won hij in Riga het Aivars Gipslis Memorial toernooi. In 2001 werd hij internationaal meester (IM), in 2012 grootmeester. In 2010 eindigde hij op een gedeelde 3e plaats in het  15e Open Balaguer toernooi (Spanje).
Arturs Neikšāns speelde voor Letland in diverse Schaakolympiades:
- in 2000, eerste reservebord in de 34e Schaakolympiade in Istanboel (+5 =2 −3)
- in 2006, eerste reservebord in de 37e Schaakolympiade in Turijn (+3 =1 −1)
- in 2012, derde bord in de 40e Schaakolympiade in Istanboel (+3 =3 −3)[5]
- in 2014, derde bord in de 41e Schaakolympiade in Tromsø (+3 =5 −2)
- in 2016, derde bord in de 42e Schaakolympiade in Bakoe (+2 =7 −1)

Hij speelde voor Letland in toernooien om het  Europees Schaakkampioenschap voor landenteams:
- in 1999, vierde bord in Batoemi (+2 =4 −3)
- in 2011, derde bord in Porto Carras, Sithonia (+5 =2 −2)[7]
- in 2015, derde bord in Reykjavik (+3 =3 −1)

## Externe koppelingen
- (en)   Informatie over schaakpartijen van Arturs Neikšāns op ChessGames.com
- (en)   Informatie over schaakpartijen van Arturs Neikšāns op 365chess.com
- (en)  FIDE-ratinggegevens voor Arturs Neikšāns